# Бадуй

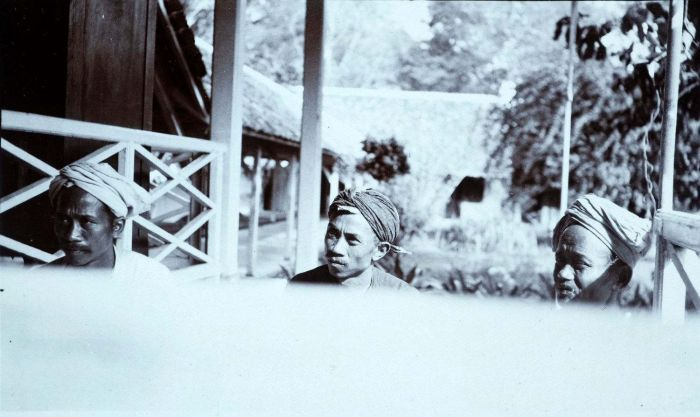
Послы Бадуи (1920)

Ба́дуй (бадуи, сунд. Urang Kanékés) — народ, живущий в горных районах Кеданг на западе остров Ява в Индонезии. По мнению некоторых учёных, потомки древних обитателей Малайского архипелага (протомалайцев). Численность около 10 тысяч человек. Язык — бадуйский диалект сунданского. В религии бадуй традиционные верования переплетаются с элементами индуизма и буддизма, но сами себя они называют буддистами. Верховное божество бадуй — Батара Тунггал.
Потомки населения сундского индуистского княжества Маджапахит (XIV—XVI вв.). Предки бадуй в начале XVI века, не желая принять ислам, ушли в горы. Основные занятие — земледелие (рис, овощи, фрукты). Сохранилась община. Бадуй постепенно подвергаются исламизации и сливаются с сундами.